# Руэру
Руэру́ (фр. Rouairoux, окс. Roairós) — коммуна во Франции, находится в регионе Юг — Пиренеи. Департамент — Тарн. Входит в состав кантона Мазаме-2 Валле-дю-Торе. Округ коммуны — Кастр.
Код INSEE коммуны — 81231.

## География

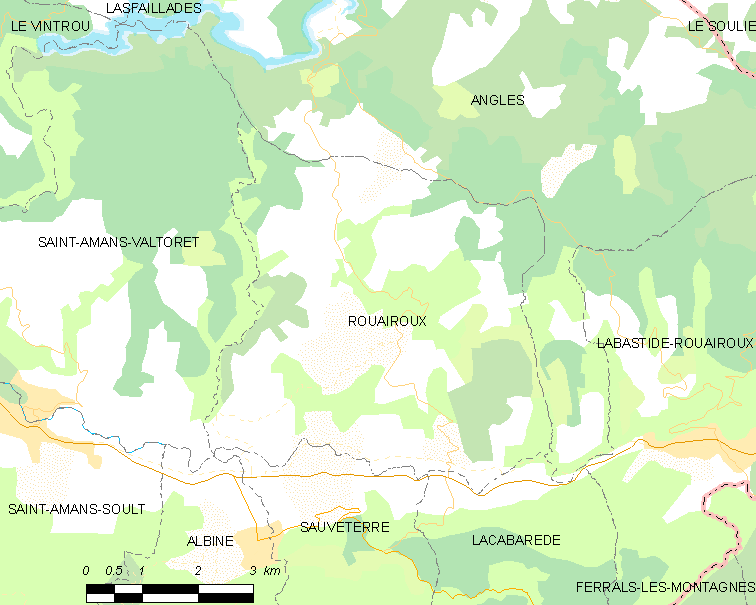
Карта коммуны

Коммуна расположена приблизительно в 600 км к югу от Парижа, в 95 км восточнее Тулузы, в 60 км к юго-востоку от Альби.
На юге коммуны протекает река Торе.

## Климат
Климат умеренно-океанический. Зима мягкая и дождливая, лето жаркое с частыми грозами. Ветры довольно редки.

## Население
Население коммуны на 2010 год составляло 369 человек.
| 1962 | 1968 | 1975 | 1982 | 1990 | 1999 | 2010 |
| ---- | ---- | ---- | ---- | ---- | ---- | ---- |
| 576  | 503  | 380  | 371  | 388  | 340  | 369  |

## Экономика
В 2007 году среди 219 человек в трудоспособном возрасте (15—64 лет) 153 были экономически активными, 66 — неактивными (показатель активности — 69,9 %, в 1999 году было 70,2 %). Из 153 активных работали 129 человек (70 мужчин и 59 женщин), безработных было 24 (10 мужчин и 14 женщин). Среди 66 неактивных 18 человек были учениками или студентами, 23 — пенсионерами, 25 были неактивными по другим причинам.